# ベルギー・ゴールデン・シュー
ベルギー・ゴールデン・シュー（英語: Belgian Golden Shoe, オランダ語: Gouden Schoen, フランス語: Soulier d'Or）は、ジュピラー・プロ・リーグの年間最優秀選手に与えられるサッカーの賞である。ベルギーの新聞社であるHet Laatste Nieuwsがスポンサーとなっている。ベルギーのジャーナリストやサッカー界の著名人による投票で選出される。1月から12月までの1年間が選考の対象となり、2シーズンにまたがるため、夏に他国リーグから移籍してきてベルギーでは半年間しかプレーしていない場合や、対象期間中に複数のクラブでプレーした場合も受賞資格が与えられる。1992年に受賞したフィリップ・アルベールと2006年に受賞したムバラク・ブスファは複数のクラブでプレーしている。
ポール・ヴァン・ヒムストが最多の4度受賞している。ヤン・クーレマンスとウィルフリー・ヴァン・ムールが3度ずつ受賞している。初めて受賞した外国人選手はオランダのヨハン・ボスカンプ（1975年）であり、1974-75シーズンには彼の活躍でRWDモレンベーク（現存せず）にクラブ史上初にして唯一となるリーグタイトルがもたらされた。2度以上受賞した外国人選手はスウェーデンのパル・ゼッターベリとモロッコのブスファのみである。2011年にはアルゼンチンのマティアス・スアレスが受賞し、南米出身選手としては初の受賞となった。

## 受賞者
| 年   | 受賞者                             | 所属クラブ                        |
| ---- | ---------------------------------- | --------------------------------- |
| 1954 | Henri Coppens                      | KベールスホットVAC                |
| 1955 | Alfons Van Brandt                  | リールセSK                        |
| 1956 | Victor Mees                        | ロイヤル・アントワープFC          |
| 1957 | Armand Jurion                      | RSCアンデルレヒト                 |
| 1958 | Roland Storme                      | KAAヘント                         |
| 1959 | Lucien Olieslagers                 | リールセSK                        |
| 1960 | ポール・ヴァン・ヒムスト           | RSCアンデルレヒト                 |
| 1961 | ポール・ヴァン・ヒムスト           | RSCアンデルレヒト                 |
| 1962 | Armand Jurion                      | RSCアンデルレヒト                 |
| 1963 | Jean Nicolay                       | スタンダール・リエージュ          |
| 1964 | Wilfried Puis                      | RSCアンデルレヒト                 |
| 1965 | ポール・ヴァン・ヒムスト           | RSCアンデルレヒト                 |
| 1966 | ウィルフリー・ヴァン・ムール       | ロイヤル・アントワープFC          |
| 1967 | Fernand Boone                      | クルブ・ブルッヘ                  |
| 1968 | Odilon Polleunis                   | シント＝トロイデンVV              |
| 1969 | ウィルフリー・ヴァン・ムール       | スタンダール・リエージュ          |
| 1970 | ウィルフリー・ヴァン・ムール       | スタンダール・リエージュ          |
| 1971 | エルウィン・ファン・デン・ダエル   | クルブ・ブルッヘ                  |
| 1972 | クリスチャン・ピオ                 | スタンダール・リエージュ          |
| 1973 | モーリス・マーテンズ               | ラシン・ホワイト                  |
| 1974 | ポール・ヴァン・ヒムスト           | RSCアンデルレヒト                 |
| 1975 | ヨハン・ボスカンプ                 | RWDモレンベーク                   |
| 1976 | ロブ・レンセンブリンク             | RSCアンデルレヒト                 |
| 1977 | Julien Cools                       | クルブ・ブルッヘ                  |
| 1978 | ジャン＝マリー・プファフ           | KSKベベレン                       |
| 1979 | Jean Janssens                      | KSKベベレン                       |
| 1980 | ヤン・クーレマンス                 | クルブ・ブルッヘ                  |
| 1981 | エルウィン・ヴァンデンベルグ       | リールセSK                        |
| 1982 | エリック・ゲレツ                   | スタンダール・リエージュ          |
| 1983 | フランキー・ベルコーテルン         | RSCアンデルレヒト                 |
| 1984 | エンツォ・シーフォ                 | RSCアンデルレヒト                 |
| 1985 | ヤン・クーレマンス                 | クルブ・ブルッヘ                  |
| 1986 | ヤン・クーレマンス                 | クルブ・ブルッヘ                  |
| 1987 | ミシェル・プロドーム               | KVメヘレン                        |
| 1988 | レオ・クライシュテルス             | KVメヘレン                        |
| 1989 | ミシェル・プロドーム               | KVメヘレン                        |
| 1990 | フランキー・ヴァン・デル・エルスト | クルブ・ブルッヘ                  |
| 1991 | マルク・デグレイス                 | RSCアンデルレヒト                 |
| 1992 | フィリップ・アルベール             | KVメヘレン / RSCアンデルレヒト    |
| 1993 | パル・ゼッターベリ                 | RSCアンデルレヒト                 |
| 1994 | ジル・デ・ビルデ                   | KSCエーントラハト・アールスト2002 |
| 1995 | ポール・オコン                     | クルブ・ブルッヘ                  |
| 1996 | フランキー・ヴァン・デル・エルスト | クルブ・ブルッヘ                  |
| 1997 | パル・ゼッターベリ                 | RSCアンデルレヒト                 |
| 1998 | ブランコ・シュトゥルーパー         | KRCヘンク                         |
| 1999 | ロレンツォ・スターレンス           | RSCアンデルレヒト                 |
| 2000 | ヤン・コラー                       | RSCアンデルレヒト                 |
| 2001 | ヴェスレイ・ソンク                 | KRCヘンク                         |
| 2002 | ティミー・シモンス                 | クルブ・ブルッヘ                  |
| 2003 | アルナ・ディンダン                 | RSCアンデルレヒト                 |
| 2004 | ヴァンサン・コンパニ               | RSCアンデルレヒト                 |
| 2005 | セルジオ・コンセイソン             | スタンダール・リエージュ          |
| 2006 | ムバラク・ブスファ                 | KAAヘント / RSCアンデルレヒト     |
| 2007 | スティーヴン・デフール             | スタンダール・リエージュ          |
| 2008 | アクセル・ヴィツェル               | スタンダール・リエージュ          |
| 2009 | ミラン・ヨヴァノヴィッチ           | スタンダール・リエージュ          |
| 2010 | ムバラク・ブスファ                 | RSCアンデルレヒト                 |
| 2011 | マティアス・スアレス               | RSCアンデルレヒト                 |
| 2012 | ディウメルシ・ムボカニ             | RSCアンデルレヒト                 |
| 2013 | トルガン・アザール                 | SVズルテ・ワレヘム                |
| 2014 | デニス・プラート                   | RSCアンデルレヒト                 |
| 2015 | スヴェン・クムス                   | KAAヘント                         |
| 2016 | ホセ・イスキエルド                 | クラブ・ブルッヘ                  |
| 2017 | ルート・フォルメル                 | クラブ・ブルッヘ                  |
| 2018 | ハンス・ファナーケン               | クラブ・ブルッヘ                  |
| 2019 | ハンス・ファナーケン               | クラブ・ブルッヘ                  |
| 2020 | ラファエロフ                       | ロイヤル・アントワープFC          |
| 2021 | ポール・オヌアチュ                 | KRCヘンク                         |
| 2022 | シモン・ミニョレ                   | クラブ・ブルッヘ                  |
| 2023 | トビー・アルデルヴァイレルト       | ロイヤル・アントワープFC          |